# کینت‌بوری
کینت‌بوری (به انگلیسی: Kintbury) یک روستا و محله مدنی در بریتانیا است که در West Berkshire واقع شده‌است. کینت‌بوری ۳۴٫۹۲ کیلومتر مربع مساحت و ۲٬۵۳۴ نفر جمعیت دارد.